# Prințul Andrei de Iugoslavia
Prințul Andrei al Iugoslaviei (28 iunie 1929 – 7 mai 1990) a fost al treilea fiu al regelui Alexandru I al Iugoslaviei (1888–1934) și a Prințesei Maria a României (1900–1961). Mama lui a fost a doua fiică a regelui Ferdinand al României (1865–1927) și a reginei Maria de Edinburgh (1875–1938).

## Biografie
După căderea monarhiei în Iugoslavia a plecat în exil la Londra, unde, după ce a absolvit matematica la Clare College, Universitatea Cambridge, a devenit broker de asigurări.
S-a căsătorit la 1 august 1956, la Kronberg im Taunus, Germania, cu Prințesa Cristina Margareta de Hesse (10 ianuarie 1933 - 21 noiembrie 2011), fiica Prințului Christoph de Hesse și a Prințesei Sofia a Greciei și Danemarcei. Din această căsătorie s-au născut Prințesa Maria Tatiana ("Tania") (n. 18 iulie 1957) și Prințul Christopher (4 februarie 1960 - 14 mai 1994), profesor de științe care a murit într-un accident de bicicletă. Cuplul a divorțat la Londra în 1962.
La 18 septembrie 1963, el s-a căsătorit cu Prințesa Kira de Leiningen (18 iulie 1930 – 24 septembrie 2005), fiica Marii Ducese Maria Kirillovna a Rusiei. Cuplul a avut o fiică și doi fii.
- Lavinia Maria (n. 18 octombrie 1961), născută în timp ce tatăl ei era încă căsătorit cu Cristina de Hesse;
- Prințul Karl Vladimir Cyril Andrej (n. 11 martie 1964);
- Prințul Dimitri Ivan Mihailo (n. 21 aprilie 1965).

Kira și Andrei au divorțat la 10 iulie 1972.
Andrei s-a căsătorit pentru a treia oară cu Eva Maria Andjelkovich (n. 1926) la 30 martie 1974, la Palm Springs, California, SUA. Cuplul nu a avut copii.
Prințul Andrei a fost găsit mort în mașina sa, în Irvine, California, Statele Unite ale Americii la 7 mai 1990. Moartea a fost determinată ca fiind sinucidere cu monoxid de carbon.